# Cot Rabo Tunong
Cot Rabo Tunong is een bestuurslaag in het regentschap Bireuen van de provincie Atjeh, Indonesië. Cot Rabo Tunong telt 640 inwoners (volkstelling 2010).